# Song Bách
Song Bách (tiếng Trung: 双柏县, Hán Việt: Song Bách huyện) là một huyện thuộc Châu tự trị dân tộc Di Sở Hùng (楚雄彝族自治州) tại tỉnh Vân Nam, Cộng hòa Nhân dân Trung Hoa. Huyện này có diện tích 4045 km2, dân số năm 2004 là 160.000 người. Huyện lỵ tại trấn Thỏa Điện.

## Các đơn vị hành chính
Huyện Tường Vân quản lý các đơn vị hành chính sau:
- Các trấn: Thỏa Điện (妥甸镇)、Đại Mạch Địa (大麦地镇) và (法脿镇)
- Các hương: Đại Trang (大庄乡)、Ngạc Gia (鄂嘉乡)、An Long Bảo (安龙堡乡)、Ái Ni Sơn (爱尼山乡和独田乡).